# McKenzie (Tennessee)
McKenzie város az USA Tennessee államában, Carroll, Henry és Weakley megyében. Lakosainak száma 5529 fő (2020. április 1.).

## Története
A várost eredetileg 1865-ben jelölték ki térképen egy James McKenzie tulajdonában lévő területen.
1887. október 15-én az Egyesült Államok elnöke, Grover Cleveland ellátogatott a városba, és egy éjszakát a vasútállomás melletti McKenzie Hotelben töltött.

## Népesség
A település népességének változása:

| 2010 | 5 310 |
| 2020 | 5 529 |